# A Merry Friggin' Christmas
A Merry Friggin' Christmas är en komedifilm regisserad av Tristram Shapeero från 2014 med bland annat Joel McHale och Robin Williams.

## Roller
| Joel McHale          | – Boyd Mitchler   |
| Robin Williams       | – Mitch Mitchler  |
| Lauren Graham        | – Luann Mitchler  |
| Candace Bergen       | – Donna Mitchler  |
| Clark Duke           | – Nelson Mitchler |
| Oliver Platt         | – Hobo Santa      |
| Wendi McLendon-Covey | – Shauna          |
| Tim Heidecker        | – Dave            |
| Ryan Lee             | – Rance           |
| Pierce Gagnon        | – Douglas         |
| Amara Miller         | – Pam             |
| Bebe Wood            | – Vera Mitchler   |
| Amir Arison          | – Farhad          |